# Hopningspunkt
Hopningspunkt är en term inom matematisk analys och topologi, som används för flera snarlika begrepp. Enkelt uttryckt sägs en punkt a vara en hopningspunkt till en följd A om följdens element kommer hur nära a som helst, hur många gånger som helst. Med en hopningspunkt för en mängd menas däremot ofta detsamma som en gränspunkt för mängden.

## Hopningspunkt för en följd
Betrakta en följd {\displaystyle {\mathcal {F}}=(x_{n})_{n=1}^{\infty }=(x_{1},x_{2},x_{3},x_{4},\ldots )}, där alla xn ligger i någon mängd S. En hopningspunkt till {\displaystyle {\mathcal {F}}} skall vara ett element x i S, sådant att det finns xn "hur nära x som helst", för hur stora n som helst. För att detta skall vara meningsfullt, måste det finnas något sätt att specificera "närhet" på i S. Det enklaste fallet är när S är ett talområde (exempelvis R eller C) och alltså {\displaystyle {\mathcal {F}}} är en talföljd; då ligger xn nära x, om absolutbeloppet |xn - x| är ett litet tal. Litet allmännare kan S vara exempelvis det reella k-dimensionella rummet Rk (för något positivt heltal k), eller något annat rum där man har en väldefinierad avståndsfunktion d(*,*) {\displaystyle {\mathcal {F}}}, ett metriskt rum; då ligger xn nära x, om d(xn , x) är ett litet tal. Ännu mer generellt kan "närhet" definieras av att man bara har bestämt vilka de öppna omgivningarna till exempelvis punkten x är, så att {\displaystyle {\mathcal {F}}} är en punktföljd i ett topologiskt rum S.
På engelska kallas ibland mängden av alla hopningspunkter för en viss följd för dess "limit set".

### Talföljder
Talet x säges vara hopningspunkt till talföljden {\displaystyle {\mathcal {F}}} , om till varje ε > 0 och varje naturligt tal N det finns något ν, sådant att
|xν - x| < ε och ν > N .
Här krävs inte alls att alla xν är olika. Skulle ett visst tal förekomma ett oändligt antal gånger i följden, så är det talet en hopningspunkt. Exempelvis har vardera av följderna 1,1,1,1,1,1,1,… och 1,2,1,3,1,4,1,5,1,… bara en hopningspunkt, nämligen 1. Den första följden konvergerar dessutom mot 1, medan den andra följden är divergent. Följden 1,1,2,1,2,3,1,2,3,4,1,2,3,4,5,1,… har alla positiva heltal som hopningspunkter.
Å andra sidan behöver inte x förekomma någon gång alls för att vara en hopningspunkt. Om {\displaystyle {\mathcal {F}}} ges av föreskriften xn = 1/n (för varje positivt heltal n), så konvergerar {\displaystyle {\mathcal {F}}} mot 0, och har därför också 0 som hopningspunkt. Om däremot 'xn = sin(n), så är {\displaystyle {\mathcal {F}}} divergent, men har alla reella tal i det slutna intervallet från -1 till 1 som hopningspunkter.
Om följden konvergerar mot något tal, så är också detta tal en hopningspunkt till följden.

#### Ekvivalenta villkor
Låt x vara en hopningspunkt till {\displaystyle {\mathcal {F}}}, och låt ε vara ett positivt reellt tal. Enligt ovanstående definition finns då för varje naturligt tal N minst ett annat naturligt tal ν, sådant att ν är större än N och att xν ligger i ε-omgivningen till x, alltså i mängden
{\displaystyle B(x,\varepsilon )=\{y:{\mathopen {|}}y-x{\mathclose {|}}<\varepsilon \}\,.}
Då måste också B(x,ε) innehålla xν för oändligt många olika ν. Låt nämligen n1 vara det lägsta indexet sådant att xn1 ∈ B(x,ε). Tillämpar man definitionen med N = n1, får man att det måste finnas minst ett ν som är större än n1 och uppfyller att xν ∈ B(x,ε). Låt nu n2 vara det minsta möjliga sådana indexet ν. Tillämpar man nu definitionen med N = n2, får man att det måste finnas minst ett ν som är större än n2 och uppfyller att xν ∈ B(x,ε). Låt nu n3 vara det minsta möjliga sådana indexet ν. Man kan fortsätta på samma sätt hur länge som helst, och får därför en oändlig följd
{\displaystyle n_{1}<n_{2}<n_{3}<n_{4}<\ldots ,}
sådan att xni ∈ B(x,ε) för alla i.
Omvänt, om xν ∈ B(x,ε) för oändligt många ν, och N är ett godtyckligt naturligt tal, så finns minst ett (och till och med oändligt många) ν > N med xν ∈ B(x,ε).
Därför är den ursprungliga definitionen ekvivalent med följande:
(1)   x är en hopningspunkt till {\displaystyle {\mathcal {F}}}, om och endast om varje ε-omgivning till x innehåller xν för oändligt många ν.
Ett annat ekvivalent villkor är att
(2)   x är en hopningspunkt till {\displaystyle {\mathcal {F}}}, om och endast om {\displaystyle {\mathcal {F}}} har en delföljd som konvergerar mot x.

### Punktföljder i metriska rum
Allmännare kan vi fortsätta att betrakta följden {\displaystyle {\mathcal {F}}=(x_{n})_{n=1}^{\infty }=(x_{1},x_{2},x_{3},x_{4},\ldots )} med x,x,x,… ∈ S, men där S inte behöver vara ett talområde, utan också kan vara något annat metriskt rum, som till exempel R3.. Låt metriken (avståndsfunktionen) i S vara d. Om S är ett talområde, ges ju d av att
{\displaystyle d(y,z)={\mathopen {|}}y-z{\mathclose {|}}{\text{ för alla }}y,z\in S\,.}
Detta gör att definitionen för hopningspunkter för talföljder kan skrivas om i termer av metriken i stället för absolutbelopp, Denna omskrivna definition kan sedan tillämpas på punktföljder i varje metriskt rum. Punkten (elementet) x i S säges alltså vara hopningspunkt till {\displaystyle {\mathcal {F}}} , om till varje ε > 0 och varje naturligt tal N det finns något ν, sådant att
d(xν - x) < ε och ν > N .
Även andra ovan nämnda resultat kan generaliseras. Om följden konvergerar mot någon punkt i S, så är också denna punkt en hopningspunkt till följden. (1) och (2) gäller också i detta allmännare fall, där förstås ε-omgivningen till x definieras som
{\displaystyle B(x,\varepsilon )=\{y:d(y,x)<\varepsilon \}\,.}

### Punktföljder i topologiska rum
Ännu allmännare kan man definiera hopningspunkter för en följd {\displaystyle {\mathcal {F}}=(x_{n})_{n=1}^{\infty }=(x_{1},x_{2},x_{3},x_{4},\ldots )} i ett godtyckligt topologiskt rum S, genom att generalisera villkoret (1). I ett metriskt rum är ju alla ε-omgivningar till en punkt x öppna, och omvänt innehåller varje omgivning till x någon ε-omgivning. Villkor (1) kan därför lika gärna formuleras för godtyckliga omgivningar som för bara ε-omgivningar. Detta ger följande generella definition:
(1')   x är en hopningspunkt till {\displaystyle {\mathcal {F}}}, om och endast om varje omgivning till x innehåller xν för oändligt många ν.

## Hopningspunkt för en mängd
Det är också vanligt att använda termen hopningspunkt för delmängder av topologiska rum. Enkelt uttryckt sägs en punkt a vara en hopningspunkt till en mängd A om a kan "approximeras" med punkter i A som inte är a. Även termen gränspunkt förekommer för dessa punkter. En formell definition kan se ut så här:
Låt (X,T) vara ett topologiskt rum och A en delmängd till X. Punkten a är en hopningspunkt till A om varje öppen mängd (element i T) som innehåller a innehåller någon punkt ur A som inte är a. Detta är ekvivalent med att kräva att varje omgivning till a innehåller ett element i A skilt från a. Notera att a inte behöver vara ett element i A.
Alternativt kan man kräva att varje punkterad omgivning till a innehåller minst en punkt ur A, eller att varje omgivning till a innehåller oändligt många punkter ur A."
Det finns ett visst samband mellan denna definition, och definitionen av hopningspunkter för följder på topologiska rum; men det är inte ett helt enkelt samband. Om exempelvis topologin T på X bestäms av en metrik på X, och x är en hopningspunkt för delmängen A av X, så är x också en hopningspunkt för någon följd {\displaystyle {\mathcal {F}}=(x_{n})_{n=1}^{\infty }=(x_{1},x_{2},x_{3},x_{4},\ldots )}, där alla xn ligger i A. I allmänna topologiska rum behöver däremot det inte finnas någon sådan följd.
Omvänt, {\displaystyle {\mathcal {F}}=(x_{n})_{n=1}^{\infty }=(x_{1},x_{2},x_{3},x_{4},\ldots )} är en följd i X, där alla xn är olika punkter, så är hopningspunkterna till {\displaystyle {\mathcal {F}}} precis detsamma som hopningspunkterna till mängden {\displaystyle A=\{x_{1},x_{2},x_{3},x_{4},\ldots \}}. För allmänna följder gäller däremot bara en inklusion: Hopningspunkter till A måste också vara hopningspunkter till {\displaystyle {\mathcal {F}}}, men omvändningen behöver inte vara sann. {\displaystyle {\mathcal {F}}} kan ju också ha x som en hopningspunkt, därför att x = xν för oändligt många olika ν, som exempelvis talföljden (1,1,1,1,1,…) (med X = C). En klassisk lärobok i analys nämner ett språkbruk, där man kommer förbi detta problem genom att i praktiken betrakta X som en multimängd, och räkna multipliciteten för elementen i A från antalet index ν som ger respektive element:
"Observera att i en godtyckligt liten omgivning till en hopningspunkt finns oändligt många punkter tillhörande följden. Detta uttryckssätt används även om exempelvis hopningspunkten 1 till följden 1,1,1,... ."

### Exempel
Hopningspunkterna till intervallet {\displaystyle [0,1[} är {\displaystyle [0,1]}.
Hopningspunkterna till mängden {\displaystyle [0,1]\cup \{2\}} är {\displaystyle [0,1]}.

## Generaliseringar

### Nät
Begreppet nät generaliserar följdbegreppet, och (1) kan generaliseras till en definition av hopningspunkt för nät i topologiska rum.
Om {\displaystyle {\mathcal {F}}=(x_{i})_{i\in D}^{\infty }} är ett nät på det topologiska rummet S, baserat på den riktade mängden D, och A är en delmängd av S, så sägs {\displaystyle {\mathcal {F}}} förekomma ofta i A om det för varje α i D finns något β i D, sådant att β ≥ α och xβ ∈ A. En punkt x i S säges vara en hopningspunkt för ett nät om (och endast om) nätet förekommer ofta i varje omgivning till x.

### Filter
Man kan också definiera hopningspunkter och gränspunkter för den besläktade företeelsen filter.